# Pipistrellus sturdeei
Pipistrellus sturdeei — исчезнувший вид нетопырей. По данным IUCN, был эндемичным видом Японии, до полного исчезновения не позже 2000 года. В 2020 году МСОП официально признал вид вымершим.

## Название
Видовое название дано в честь британского адмирала флота Фредерика Чарльза Доветона Стэрди.

## Описание
Некрупный вид (длина тела 37 мм) с узким черепом. Мех тёмный, почти чёрный, крылья бурые.

## Место обитания
Считается, что этот нетопырь обитал только на островах Бонин в Японии, а именно на острове Хахасима, где был найден единственный экземпляр. Некоторые эксперты ставят под сомнение его происхождение, однако видовая специфичность голотипа несомненна, и он снабжён соответствующей этикеткой.

## Популяция
Ранняя популяция вида неизвестна, так как был найден всего один малоизученный экземпляр, в настоящее время находящийся в Музее естественной истории в Лондоне. За последние сто лет не имеется никаких иных данных о нетопыре Стэрди.